# Mindomo

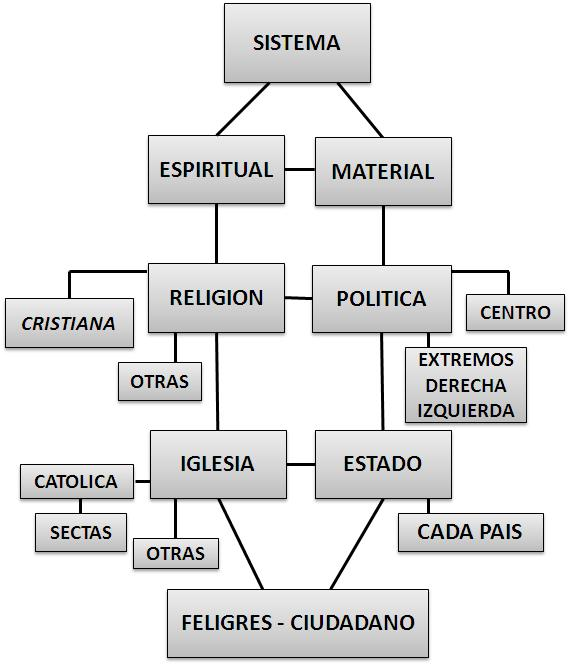
Exemple de mapa conceptual

Mindomo és un programari de creació de mapes mentals en línia on els usuaris poden crear, veure, editar i compartir mapes mentals en el seu cercador, ja sigui mitjançant un PC o una aplicació.
Una persona no registrada pot veure els mapes mentals creats per usuaris, mentre que als usuaris registrats se'ls permet observar i crear mapes mentals amb l'opció d'utilitzar diferents formes, grandàries i colors en els quadres de text, així com connectors lògics que faciliten la creació i assimilació de mapes mentals.
La versió gratuïta limita el nombre de mapes privats a tres i inhabilita algunes opcions, com per exemple poder-se descarregar arxius.

## Història
Mindomo va ser llançat a la xarxa per primera vegada el 2007. Inicialment es va construir usant Flash, però des de març del 2014 es basa en HTML 5.
Disposa d'una versió per a escriptori basada en Tova AIR runtime, permetent als usuaris treballar els mapes mentals sense connexió a Internet. A més, s'han publicat versions per iPad i Android.

## Característiques
Entre les seves característiques principals podem trobar:
1. Disponibilitat de diversos formats.
2. Els mapes creats es poden compartir i exportar.
3. Permet treballar amb altres usuaris simultàniament sobre un mapa mental.
4. Ofereix la possibilitat d'afegir diferents estils, icones, colors i temes.
5. És necessari registrar-se per poder crear i compartir mapes mentals.

## Requeriments
Els requisits que se sol·liciten es divideixen en:
- Requisits del sistema: diversos navegadors com Firefox, Safari, Internet Explorer o Chrome. Tenir instal·lat Flaix Player 9 o superior.
- Plataformes compatibles: Windows XP / Vesteixi / 7 / 8 i MAC OSX / Linux / Android o iPad.
- Requisits de l'usuari: precisa registrar-se per adquirir un compte gratuït. Només és necessari un nom d'usuari i una adreça de correu electrònic vàlida.[2]

## Actualitzacions
L'aplicació es manté en constant manteniment per a garantir la millor experiència als usuaris. La seva última actualització és la versió 9.4.0 de l'any 2020.